# 瓜德羅普足球協會
瓜德羅普足球協會是專門管轄瓜德羅普足球事務的組織。瓜德羅普球協會成立於1961年，並未加入國際足協。但它是中北美洲及加勒比海足球協會和加勒比海足球聯盟的成員。

## 外部連結
- 官方網頁 （页面存档备份，存于）